# Protivín
Protivín (niem. Protiwin) − miasto w Czechach, w kraju południowoczeskim. Według danych z 31 grudnia 2007 powierzchnia miasta wynosiła 6 139 ha, a liczba jego mieszkańców 5 065 osób.
W mieście działa browar Platan, którego początki sięgają XVI wieku.

## Demografia
| Rok             | 1970  | 1980  | 1991  | 2001  | 2003  |
| --------------- | ----- | ----- | ----- | ----- | ----- |
| Liczba ludności | 4 868 | 5 248 | 4 859 | 4 952 | 5 021 |

Źródło: Czeski Urząd Statystyczny